# Martin Kisugite
Martin Kisugite  (* 1994) ist ein tschechischer Unihockeyspieler, der beim Nationalliga-A-Verein Floorball Köniz unter Vertrag steht.

## Karriere

### Verein

#### FbŠ Bohemians
Kisugite debütierte 2011 in der höchsten tschechischen Spielklasse für den FbŠ Bohemians aus dem Prager Stadtteil Nusle.

#### Unihockey Langenthal Aarwangen
2017 verpflichtete der Schweizer Nationalliga-B-Verein Unihockey Langenthal Aarwangen den tschechischen Stürmer.

#### Unihockey Tigers Langnau
Nach einer herausragenden Saison in der Nationalliga B wechselte er in die Nationalliga A zu den Unihockey Tigers Langnau. Mit den Tigers gewann er den Schweizer Cup.

#### Höllvikens IBF
2019 verpflichtete der SSL-Verein Höllvikens IBF den spielstarken Verteidiger. Kisugite konnte auch in der höchsten schwedischen Spielklasse seine Fähigkeiten zeigen und gehörte zu den besten Verteidigern seines Teams.

#### Floorball Köniz
Nach einem Jahr in Schweden verpflichtete der Schweizer Verein Floorball Köniz den Offensivverteidiger.

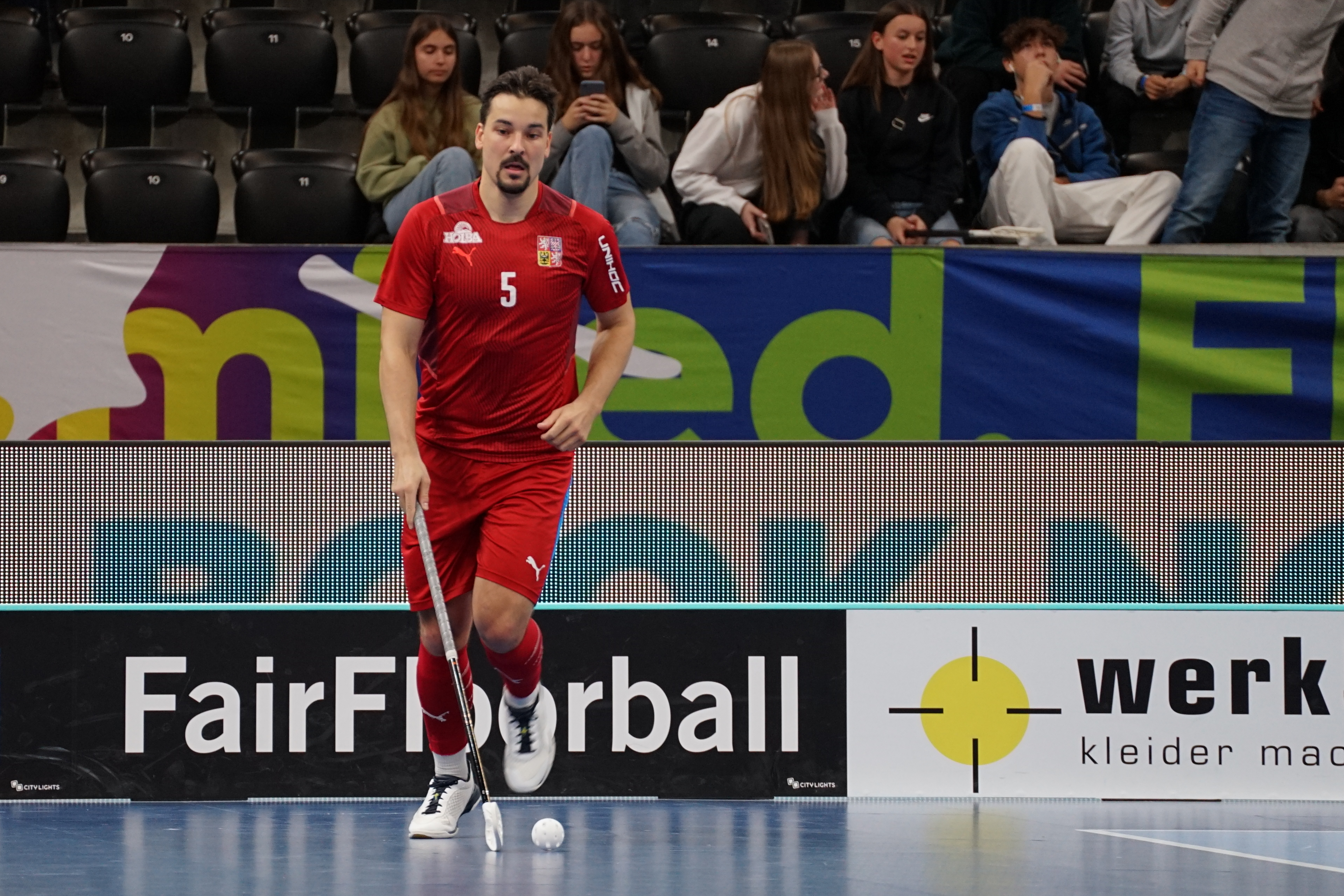
Kisugite im Dress der Nationalmannschaft an der WM 2022

Nachdem die Saison in der Nationalliga A aufgrund der Corona-Pandemie unterbrochen worden war, wechselte er kurzzeitig zu seinem Heimatverein FbŠ Bohemians zurück.